# Peter Kronsbein
 Peter Kronsbein (* 12. März 1943; † 2. Oktober 2011) war ein deutscher Fußballspieler, der in der Bundesliga für Hannover 96 spielte.

## Karriere
Peter Kronsbein ist der Sohn von Helmut „Fiffi“ Kronsbein. Der Verteidiger kam 1964 zu Hannover 96. In der Saison 1964/65 wurde er nicht eingesetzt. Erst in der Saison 1965/66 kam Kronsbein zu zwei Einsätzen für Hannover 96 in der Bundesliga. Am 20. November 1965 debütierte er bei der 1:2-Niederlage der Roten beim 1. FC Nürnberg in der Bundesliga an der Seite von Horst Podlasly, Jürgen Bandura, Walter Rodekamp, Udo Nix, Otto Laszig und Hans Siemensmeyer. Danach kam er nur noch bei der 0:1-Niederlage beim FC Schalke 04 zu einem weiteren Bundesligaeinsatz. Ebenfalls kam er zu zwei Einsätzen im Messepokal 1965/66 für Hannover.
Er wechselte 1966 zu Hertha BSC, welches von seinem Vater trainiert wurde. Für Hertha kam er in der Fußball-Regionalliga Berlin in der Saison 1967/68 zu drei Einsätzen. 1968 wechselte er zu Wacker 04 Berlin, für den er in der Saison 1968/69 zu sechs weiteren Regionalligaspielen kam. Tore erzielte er in diesen Spielen nicht. 1970/71 spielte er für den TSV Luthe (bei Hannover). Später war er noch für den ASV Herzogenaurach aktiv, da er in Herzogenaurach für Adidas arbeitete und war Trainer des TSV Frauenaurach.
Kronsbein kam auch zu einem Einsatz im DFB-Vereinspokal.
Nach seiner Rückkehr nach Niedersachsen arbeitete er als Gebietsleiter bei der Firma Rotaspint und bei der Firma Stillow.